# Peter Ross Sinclair
Pour les articles homonymes, voir Peter Sinclair et Sinclair.
Peter Ross Sinclair, né le 16 novembre 1934 à Manly, est un homme politique australien, gouverneur de Nouvelle-Galles du Sud du 8 août 1990 au 1er mars 1996.